# Полонський (струмок)
Полонський — струмок в Україні у Тячівському районі Закарпатської області. Права притока річки Лужанки (басейн Дунаю).

## Опис
Довжина струмка приблизно 3,98 км, найкоротша відстань між витоком і гирлом — 3,24  км, коефіцієнт звивистості річки — 1,23 . Формується багатьма струмками.

## Розташування
Бере початок на південно-східних схилах гори Манчул (1501,1 м). Тече переважно на північний схід і впадає у річку Лужанку, праву притоку річки Тересви.